# Cotoneaster burmanicus
Cotoneaster burmanicus es una especie de planta del género Cotoneaster, perteneciente a la familia Rosaceae.

## Taxonomía
Cotoneaster burmanicus fue descrita por Gerhard Klotz en 1972.

## Distribución
Se encuentra en el territorio de Birmania.